# Kim chi ngọc diệp 2
Kim chi ngọc diệp 2 (tiếng Trung: 金枝玉葉 2, tiếng Anh: Who's the Woman, Who's the Man?) là một bộ phim điện ảnh thuộc thể loại tình cảm - chính kịch pha chút hài hước của điện ảnh Hồng Kông công chiếu vào năm 1996 do Trần Khả Tân làm đạo diễn kiêm sản xuất, với sự tham gia của các diễn viên chính đình đám gồm Trương Quốc Vinh, Viên Vịnh Nghi và Mai Diễm Phương. Đây là phần phim thứ hai của bộ phim cùng tên ra mắt năm 1994.
Bộ phim công chiếu tại Hồng Kông lần đầu vào ngày 15 tháng 8 năm 1996.